# Jan Schneider (Leichtathlet)
Jan Schneider (* 24. Januar 1976 in Siegen) ist ein ehemaliger deutscher Leichtathlet, der sich auf den 400-Meter-Hürdenlauf spezialisiert hatte.
Schneider begann seine Karriere beim CVJM Siegen und wechselte 2000 zur LG Kindelsberg Kreuztal, 2006 startete er für den VfL Sindelfingen. Von 1997 bis 2006 erreichte Schneider jedes Jahr außer 2005 den Endlauf bei den Deutschen Meisterschaften. 2001 gewann er in Stuttgart seinen einzigen Deutschen Meistertitel in persönlicher Bestzeit von 49,63 Sekunden. 2000 hinter Thomas Goller und 2004 hinter Christian Duma belegte Jan Schneider den zweiten Platz, 1999, 2003 und 2006 war er Dritter.
International trat Jan Schneider 1998 und 2006 in Länderkämpfen im deutschen Nationaltrikot an. Außerdem startete er 1999 und 2001 bei der Universiade, schied aber jeweils im Zwischenlauf aus. Mit der 4-mal-400-Meter-Staffel belegte er bei der Universiade 1999 den vierten Platz.